# Deutsch-guatemaltekische Beziehungen
Die Deutsch-guatemaltekischen Beziehungen sind das zwischenstaatliche Verhältnis zwischen Deutschland und Guatemala. Beide Länder unterhalten diplomatische Kontakte, welche bis ins frühe 19. Jahrhundert zurückreichen. Ab der Mitte des 19. Jahrhunderts wanderten einige tausende Deutsche in das zentralamerikanische Land aus, weshalb es heute noch deutschstämmige Menschen in Guatemala gibt. Nach dem Ende des Zweiten Weltkriegs wurden 1959 diplomatische Beziehungen zwischen Guatemala und der Bundesrepublik Deutschland aufgenommen und freundschaftliche Beziehungen etabliert.

## Geschichte

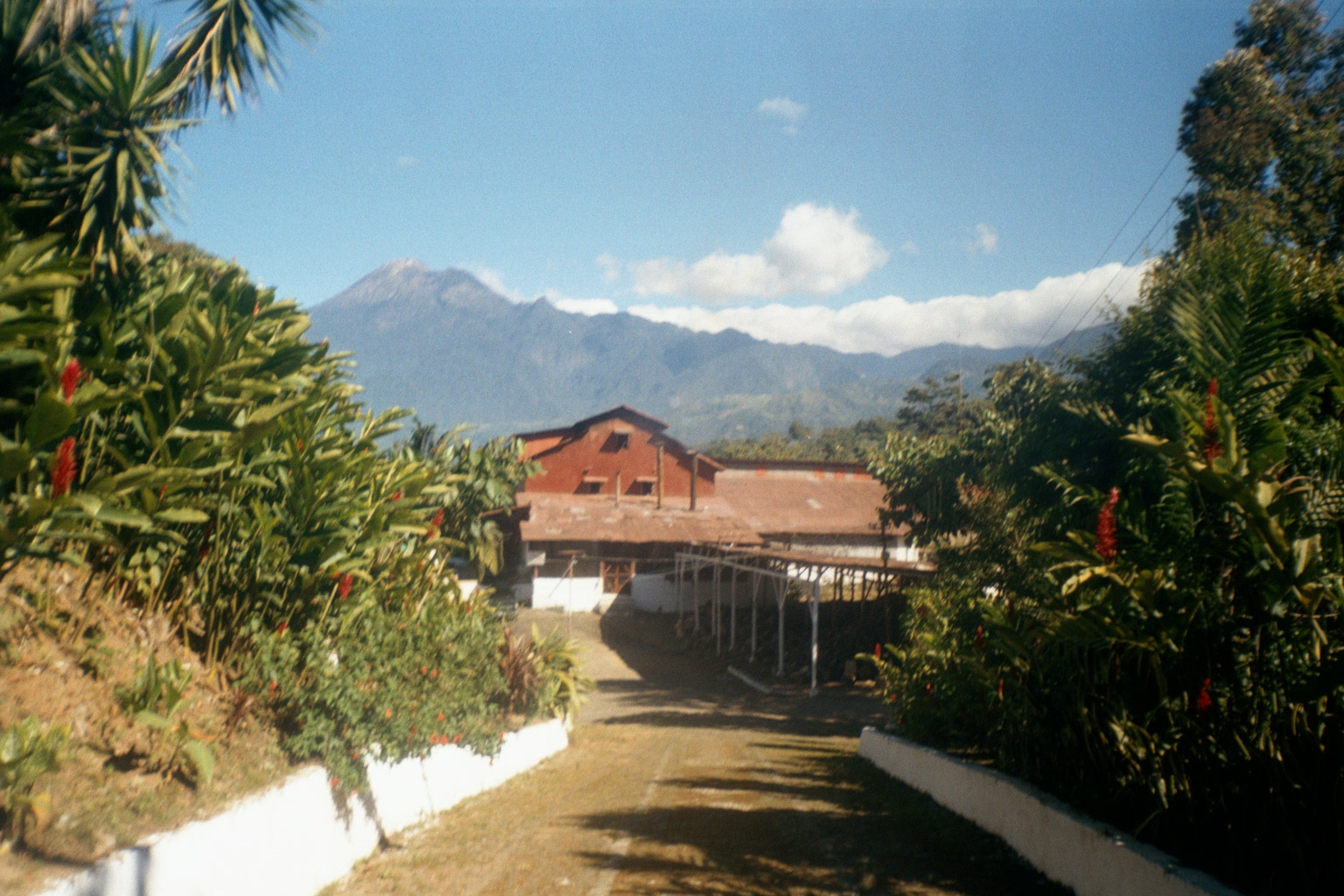
Von deutschen Einwanderern aufgebaute Kaffeeplantage

Im Jahre 1827 ließ sich Carl Friedrich Rudolf Klee in Guatemala nieder, wo er das Handelsunternehmen Elster, Klee & Co. gründete, und in den 1840er Jahren wurde er zum Konsul der Hansestädte Bremen, Hamburg und Lübeck in Mittelamerika. Eine preußische Kommission besuchte 1845 die Moskitoküste, was zu Ambitionen für die Gründung deutscher Kolonien in der Region führte. Ab Mitte des 19. Jahrhunderts kam es zum verstärkten Zuzug deutscher Siedler nach Guatemala, welche landwirtschaftliche Betriebe aufbauten. Einer der ersten deutsche Einwanderer in Guatemala war Rodolfo Dieseldorff im Jahr 1863, der sich sehr positiv über das Land äußerte, und viele Deutsche folgten ihm. Schwerpunkte deutscher Einwanderung wurden Alta Verapaz (besonders die Stadt Cobán, wo 1888 ein Deutscher Verein gegründet wurde) und Quetzaltenango. In Alta Verapaz entwickelten sich die Deutschen zur ökonomisch dominanten Klasse und gegen Ende des 19. Jahrhunderts befanden sich zwei Drittel des Kaffeeanbaus in der Region in ihrer Hand. Eine deutsche Schule wurde 1892 in Guatemala-Stadt eröffnet.
Die deutsche Einwanderung begünstigte auch die politischen und wirtschaftlichen Beziehungen zwischen beiden Nationen. Das Deutsche Reich schloss mit Guatemala am 10. September 1887 einen Freundschafts-, Handels-, Schifffahrts- und Konsularvertrag. Guatemala wurde zu einem Schwerpunkt deutscher Auslandsinvestitionen in Zentralamerika, so wurde 1894 die Errichtung einer Eisenbahnstrecke nach Verapaz mit Geldern aus Deutschland bezahlt. Es kam auch zu einem verstärkten kulturellen Austausch und 1895 erforscht der deutsche Altamerikanist Eduard Seler die Stätten von Huehuetenango. Der Erste Weltkrieg führt schließlich zu einer Unterbrechung der engen Beziehungen und 1917 enteignete der guatemaltekische Präsident Manuel Estrada Cabrera deutsches Vermögen und erklärte dem Deutschen Reich im April 1918 den Krieg. Nach Abschluss eines Friedensabkommens mit Guatemala am 2. Oktober 1919 können Deutsche ihren enteigneten Besitz zurückkaufen.
1922 wurde schließlich mit Franz von Tattenbach wieder ein Diplomat nach Guatemala entsendet. 1931 gründete der Pfarrer Otto Langmann in Guatemala die erste Gruppe der NSDAP im Ausland, die versuchte, Unterstützung unter den Deutschstämmigen im Land zu mobilisieren. Guatemala hielt sich zunächst aus dem Zweiten Weltkrieg heraus, da Präsident Jorge Ubico am 4. September 1941 die Neutralität des Landes erklärte. Später schloss sich jedoch Guatemala den Alliierten an: Am 9. Dezember 1941 erklärte es Japan den Krieg, und drei Tage später erklärte es Deutschland und Italien den Krieg. Ubico erlaubte den Vereinigten Staaten, einen Luftwaffenstützpunkt im Land zu errichten. Auf Druck der Vereinigten Staaten wurden zahlreiche im Land lebende Deutsche festgenommen und als potenzielle Feinde in New Orleans interniert. Deutsches Eigentum in Guatemala wurde erneut beschlagnahmt und schließlich 1945 verstaatlicht.
Nach dem Ende des Krieges wurden 1959 wieder diplomatische Beziehungen zwischen Guatemala und der westdeutschen Bundesrepublik Deutschland aufgenommen. Zur DDR etablierte Guatemala nie offizielle Beziehungen. In der Folgezeit entwickeln sich die Beziehungen gut und 1965 errichtete die deutsche Industrie- und Handelskammer einen Standort in Guatemala. Am 31. März 1970 wurde jedoch Karl Graf von Spreti, der deutsche Botschafter in Guatemala, von der linksextremistischen Guerilla FAR entführt. Nachdem die guatemaltekische Regierung nicht auf Lösegeldforderungen eingegangen war, wurde von Spreti im April 1970 erschossen aufgefunden, was zu einer kurzzeitigen Unterbrechung der bundesdeutsch-guatemaltekischen Beziehungen führte. Nach einer Zeit erholen sich die Beziehungen wieder und 1987 besuchte Bundespräsident Richard von Weizsäcker Guatemala. Nach der deutschen Wiedervereinigung verlegte Guatemala 2000 seine Botschaft von Bonn nach Berlin.

## Wirtschaftsbeziehungen
2024 lagen die deutschen Warenexporte nach Guatemala bei 479 Millionen Euro und die Importe aus dem Land bei 215 Millionen Euro. In der Rangliste der deutschen Handelspartner nahm Guatemala damit Rang 98 ein. Im Oktober 2006 trat ein Investitionsschutzabkommen zwischen beiden Ländern in Kraft.
Die Deutsche Gesellschaft für Internationale Zusammenarbeit (GIZ) ist in Guatemala präsent. Schwerpunkte der Entwicklungszusammenarbeit sind demokratische Regierungsführung, berufliche Bildung bzw. Arbeitsmarktintegration, Migration, Umweltschutz sowie Energieversorgung. Neben der GIZ sind auch verschiedene kirchliche und zivilgesellschaftliche Organisationen aus Deutschland im Land vertreten.

## Kulturbeziehungen
Die Alexander-von-Humboldt-Stiftung ist Trägerin der Deutschen Schule in Guatemala-Stadt, des deutschen Sprachinstituts, des deutschen Kulturinstituts und des „Club Alemán“. An der deutschen Schule kann das deutsche Abitur erworben werden. Der Deutsche Akademische Austauschdienst ermöglicht studentischen Austausch und vergibt dafür Stipendien.
Deutsche Einwanderer beeinflussten die Kultur Guatemalas, so z. B. durch die Einführung des Weihnachtsbaums und die Einführung neuer Brauereitechniken beim Bier.  Das Oktoberfest, das ebenfalls von den ersten deutschen Einwanderern eingeführt wurde, wird in Guatemala-Stadt, Antigua Guatemala, Alta Verapaz und weiteren Städten gefeiert. 2025 lebten ca. 4000 deutsche Staatsbürger in Guatemala.

## Diplomatische Standorte
- Deutschland hat eine Botschaft in Guatemala-Stadt.
- Guatemala hat eine Botschaft in Berlin.

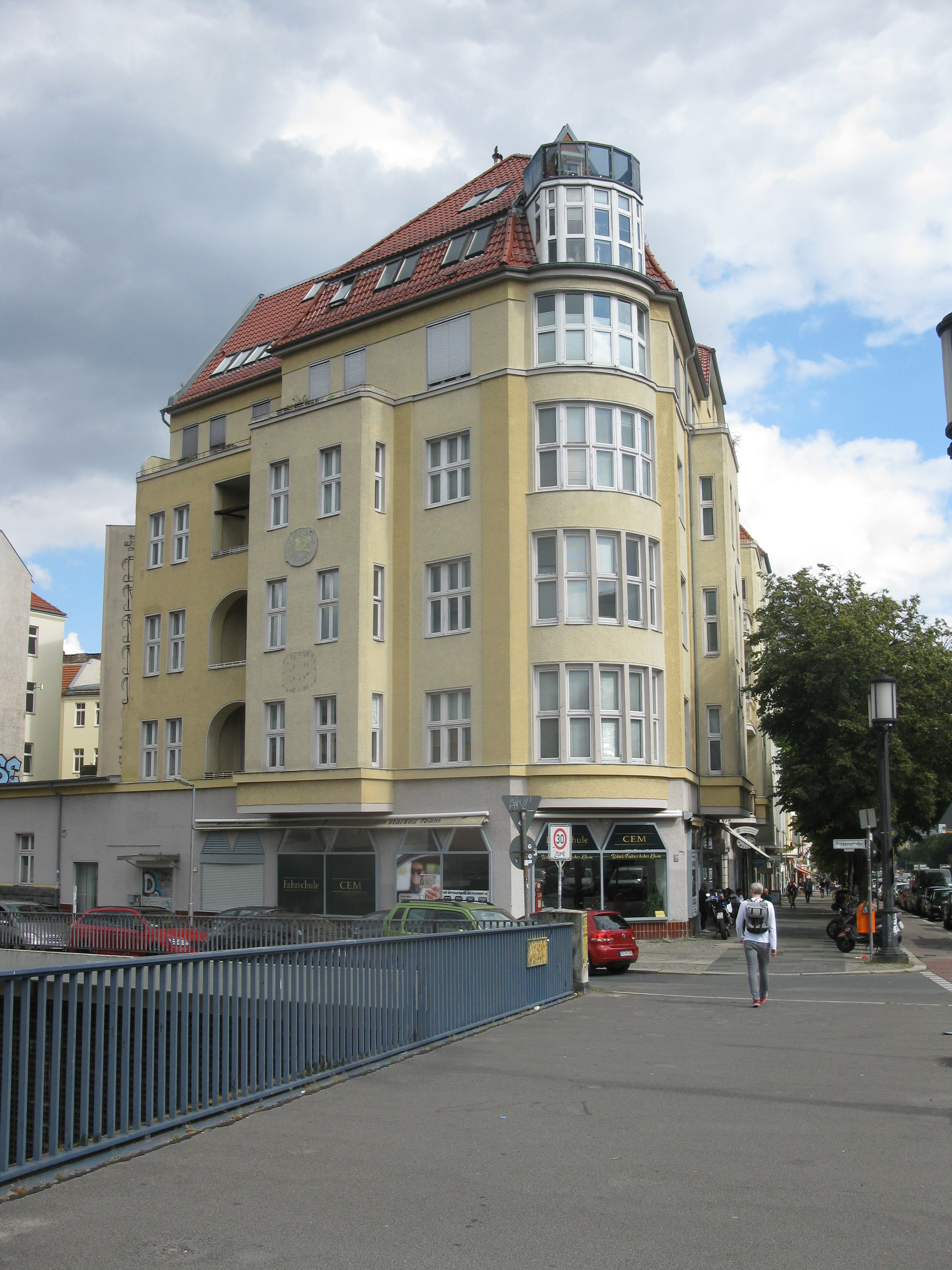
Botschaft Guatemalas in Berlin